# Яловий Гаррі Кирилович
Га́ррі Кири́лович Ялови́й (28 серпня 1940 — 12 квітня 2015) — український науковець-економіст. Доктор економічних наук, професор, академік Академії інженерних наук України.

## Біографія
Народився в м. Києві в родині польсько-чеського походження. Закінчив Київський інститут народного господарства. З 1969 року, з моменту вступу до аспірантури Інституту економіки АН УРСР і до останнього подиху був вірним науці, виростив цілу плеяду науковців, стояв у витоків факультету менеджменту та маркетингу НТУУ «КПІ», заснував вчену раду із захисту кандидатських та докторських дисертацій.
1969—1990 р. — Інститут економіки Академії Наук Української РСР. Аспірант; захист дисертації на здобуття наукового ступеня кандидата економічних наук (тема дисертації: «Дослідження економічної ефективності нової техніки і технології в гірничо-добувній галузі»); захист дисертації на здобуття наукового ступеня доктора економічних наук (тема дисертації: «Особливості управління розвитком науки і техніки»).
1990 — по 12 квітня 2015 — Національний технічний університет України «Київський політехнічний інститут» — професор, завідувач кафедри теоретичної і прикладної економіки. Академік Академії інженерних наук України. Протягом 2004—2011 рр. очолював кафедру фінансів та кредиту ПВНЗ «Міжнародного університету фінансів».

Могила Гаррі Ялового, Лук'янівське кладовище

Автор більше 200 публікацій, серед яких 5 монографій, 5 підручників та навчальних посібників. Редакційна діяльність: голова та член редакційних колегій понад 10 періодичних наукових видань.
Підготовка наукових кадрів:
- Голова спеціалізованої Вченої ради Д.26.002.23 у НТУУ «КПІ» за спеціальністю 08.00.04 — економіка та управління підприємствами (за видами економічної діяльності) по захисту дисертацій на здобуття наукового ступеня доктора та кандидата економічних наук (з моменту заснування до 2012 року; з 2012 року — член ради).
- Член спеціалізованої Вченої ради Д.26.867.02 в Інституті законодавства Верховної Ради України за спеціальністю 08.00.03 — економіка та управління національним господарством по захисту дисертацій на здобуття наукового ступеня кандидата та доктора економічних наук.

Серед учнів Гаррі Ялового — доктори наук Ірина Крейдич, Юлія Єрешко, Наталія Семенченко тощо.
Помер на 75-му році життя 12 квітня 2015 року. Похований на Лук'янівському кладовищі, біля колумбарію (50°27′49.72″ пн. ш. 30°27′2.66″ сх. д. / 50.4638111° пн. ш. 30.4507389° сх. д.).

## Науковий доробок
- Яловий Г. К. Методологія науково-технологічного розвитку в концепції постіндустріального суспільства [Архівовано 20 березня 2022 у Wayback Machine.] / Яловий Г. К., Єрешко Ю. О. // Економічний вісник НТУУ «КПІ»: збірник наукових праць. — 2015. — Вип. 12. — С. 71–82. — Бібліогр.: 12 назв.
- Яловий Г. К. Теорія людського капіталу як методологія формування інноваційної системи [Архівовано 20 березня 2022 у Wayback Machine.] / Яловий Г. К. // Економічний вісник НТУУ «КПІ»: збірник наукових праць. — 2015. — Вип. 12. — С. 20–28. — Бібліогр.: 12 назв.
- Єрешко Ю. О. Стохастичні інвестиції фінансування інновацій на промислових підприємствах [Архівовано 20 березня 2022 у Wayback Machine.] / Єрешко Ю. О., Яловий Г. К. // Економічний вісник НТУУ «КПІ»: збірник наукових праць. — 2014. — Вип. 11. — С. 512—521. — Бібліогр.: 16 назв.
- Перетятько А. В. Машинобудівний комплекс: проблеми управління економічною стабільністю та шляхи їх вирішення [Архівовано 29 травня 2020 у Wayback Machine.] / А. В. Перетятько, Г. К. Яловий // Економічний вісник НТУУ «КПІ»: збірник наукових праць. — 2013. — № 10. — С. 167—173. — Бібліогр.: 6 назв.
- Ящук, Д. Л. Збалансована система показників як система управління акціонерними товариствами [Архівовано 12 жовтня 2014 у Wayback Machine.] / Д. Л. Ящук ; Національний технічний університет України «КПІ» // Науково-технічний розвиток: економіка, технології, управління: збірник праць ХІІ Міжнародної науково-практичної конференції 2-5 квітня 2013 року, м. Київ / НТУУ «КПІ» ; [уклад. А. Ю. Погребняк]. — К.: НТУУ «КПІ», 2013. — С. 95
- Яловий Г. К. Оцінювання стану інтеграційних підприємств [Архівовано 15 червня 2020 у Wayback Machine.] / Г. К. Яловий, А. С. Цеслів // Економічний вісник НТУУ «КПІ»: збірник наукових праць. — 2013. — № 10. — С. 236—240. — Бібліогр.: 9 назв.
- Яловий Г. К. Впровадження концесійного механізму для стимулювання інноваційно-інвестиційної діяльності підприємств [Архівовано 17 червня 2020 у Wayback Machine.] / Яловий Г. К., Цеслів А. С. // Економічний вісник НТУУ «КПІ»: збірник наукових праць. — 2012. — № 9. — С. 432—436. — Бібліогр.: 8 назв.
- Яловий Г. К. Податкова політика в контексті забезпечення економічної безпеки підприємства [Архівовано 20 травня 2016 у Wayback Machine.] / Г. К. Яловий, О. В. Іваницька, А. Костюк // Економічний вісник НТУУ «КПІ»: збірник наукових праць. — 2012. — № 9. — С. 235—240. — Бібліогр.: 12 назв.
- Яловий Г. К. Фінансовий механізм стимулювання розвитку малого підприємництва в Україні [Архівовано 2 червня 2020 у Wayback Machine.] / Г. К. Яловий, Д. А. Бабій, Ю. О. Єрешко // Економічний вісник НТУУ «КПІ»: збірник наукових праць. — 2012. — № 9. — С. 64–75. — Бібліогр.: 16 назв.
- Яловий Г. К. Концептуальні підходи до визначення фінансової стійкості підприємства [Архівовано 18 серпня 2018 у Wayback Machine.] / Г. К. Яловий, Н. П. Бакеренко // Економічний вісник НТУУ «КПІ»: збірник наукових праць. — 2011. — № 8. — С. 267—272. — Бібліогр.: 8 назв.
- Яловий Г. К. Реформування податкової системи України — важливий та необхідний крок переходу до постіндустріального суспільства [Архівовано 2 червня 2020 у Wayback Machine.] / Г. К. Яловий, Д. А. Бабій // Економічний вісник НТУУ «КПІ»: збірник наукових праць. — 2011. — № 8. — С. 84–94. — Бібліогр.: 12 назв.
- Яловий Г. К. Підвищення інноваційного потенціалу на основі циклічної організації інноваційних процесів [Архівовано 10 червня 2019 у Wayback Machine.] / Г. К. Яловий, С. В. Колєсов // Економічний вісник НТУУ «КПІ»: збірник наукових праць. — 2010. — № 7. — С. 236—240. — Бібліогр.: 7 назв.
- Яловий Г. К. Основні постулати неокласичних моделей економічного зростання в історичному аспекті [Архівовано 29 травня 2020 у Wayback Machine.] / Г. К. Яловий, В. О. Безугла // Економічний вісник НТУУ «КПІ»: збірник наукових праць. — 2009. — № 6. — С. 52–59. — Бібліогр.: 11 назв.
- Яловий, Г. К. Правові та методичні засади протидії легалізації «брудних» грошей на фінансовому ринку України [Архівовано 20 березня 2022 у Wayback Machine.] / Г. К. Яловий // Економічний вісник НТУУ «КПІ»: збірник наукових праць. — 2008. — № 5. — С. 67–74. — Бібліогр.: 8 назв.
- Гроші та кредит [Електронний ресурс: методичні вказівки для виконання контрольної роботи для студентів напрямів підготовки 6.030503 «Міжнародна економіка», 6.030504 «Економіка підприємства», 6.030507 «Маркетинг» заочної форми навчання] [Архівовано 12 січня 2018 у Wayback Machine.] / НТУУ «КПІ» ; уклад. Г. К. Яловий, О. В. Іваницька, Т. В. Павленко. – Електронні текстові дані (1 файл: 281 Кбайт) . – Київ: НТУУ «КПІ», 2011.
- Методичні вказівки до виконання економічного розділу дипломних проектів (робіт) освітньо-кваліфікаційного рівня «спеціаліст» для студентів радіотехнічного факультету, факультету електроніки, факультету авіаційних і космічних систем, факультету інформатики та обчислювальної техніки [Електронний ресурс] [Архівовано 12 січня 2018 у Wayback Machine.] / НТУУ «КПІ» ; уклад. Г. К. Яловий, О. В. Іваницька, Т. В. Павленко. – Електронні текстові дані (1 файл: 1,09 Мбайт). – Київ: НТУУ «КПІ», 2011.